# Лабораторный пресс
Лабораторный пресс применяется для изготовления образцов материалов в виде круглых таблеток в специальных пресс-формах для подготовке пробы к физико-химическим исследованиям.
Например, при проведении анализа материалов рентгеноспектральным, рентгенофазовым или ИК-Фурье методоми. Это специализированные прессы для простого и быстрого таблетирования материала для последующео анализа. Для этого производятся различные типы прессов, преимущественно гидравлического способа действия: ручные, полуавтоматические и полностью автоматические. Ручные лабораторные прессы позволяют создавать давление порядка 100-300 кН, полуавтоматические и автоматические от 100 до 600 кН.
Существуют разные способы теблетирования: 
- свободное  с использованием или без какого либо связующего материала 

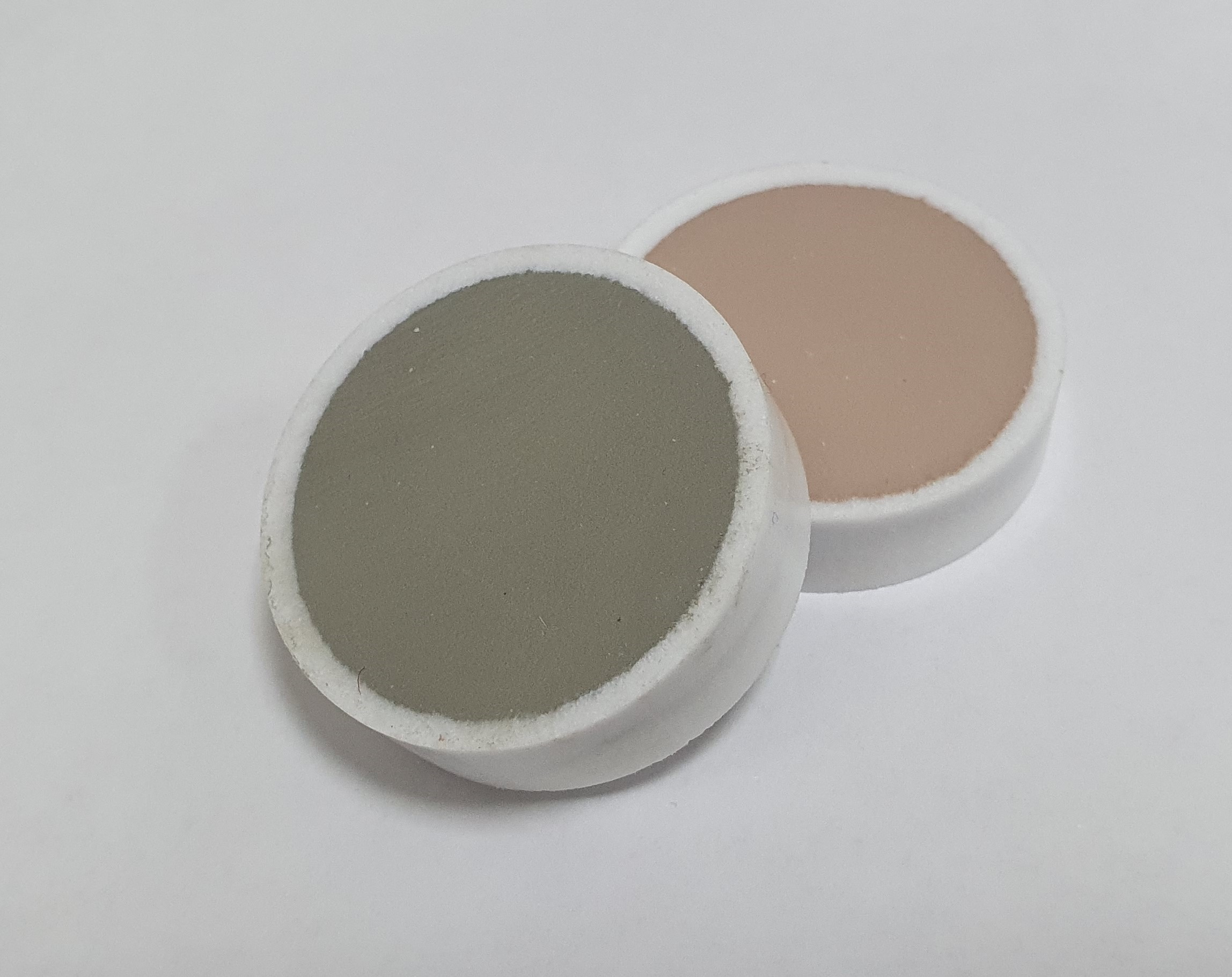

- запрессовка в металлическое кольцо.
Данный метод пробоподготовки используется для подготовки любых сыпучих материалов как геологические материалы, шлаки, руды, цемент, сырье, почвы, грунты.
Время запрессовки таблетки составляет как правило порядка 2-3 минуты